# Église San Leone I
Pour le titre cardinalice, voir San Leone I.
L'église San Leone I (en français : Église Saint-Léon-Ier) est une église romaine située dans le quartier Prenestino-Labicano sur la via Praenestina à Rome. Elle est dédiée au pape Léon Ier.

## Historique
L'église, construite de 1950 à 1952 sur le projet de l'architecte Giuseppe Zander, a été consacrée le 7 octobre 1952 par le cardinal-évêque Clemente Micara. Elle fut le lieu d'une visite pastorale de Jean-Paul II le 17 décembre 1989.
L'église abrite depuis 1965 le titre cardinalice de San Leone I.

## Architecture et intérieur
La façade de l'église construite en brique abrite des sculptures de Luigi Venturini. L'intérieur est à trois nefs séparées par des colonnes de ciment.
Parmi les œuvres artistiques présentes dans l'église se trouvent dans l'abside une mosaïque représentant La Rencontre de saint Léon-le-Grand avec Attila et des vitraux des Dix Commandements de János Hajnal (en). Le groupe de bronze du maître-autel est une Crucifixion de Venanzo Crocetti. L'abside de gauche abrite une Vierge à l'Enfant de Alfredo Biagini (it) et le transept un Sacré-Cœur de Jésus de Luigi Montanarini (it) et une Sacrée Famille de Gisberto Ceracchini (it).